# 迷離大兇殺
《迷離大兇殺》（義大利語：Tenebrae，直译：「黑暗」）是一部1982年的意大利鉛黃電影，由達利歐·阿基多編劇和導演。本片主演安東尼·弗蘭西歐薩薩飾演美國作家彼得·尼爾，他在罗马宣傳他最新的謀殺懸疑小說時，捲入了對一名連環殺手的搜尋中，可能是受到他的小說啟發而殺人。約翰·薩克森和達里亞·尼古洛蒂分別飾演尼爾的經紀人和助理，裘林諾·傑馬和卡蘿拉·斯塔尼亞羅則飾演調查謀殺案的偵探。约翰·斯坦勒、薇洛妮卡·拉里奧和蜜蕾拉·德安傑洛也出演了一些小角色。這部電影探索了二元論和性畸變的主題，具有強烈的後設作品元素；一些評論家認為《迷離大兇殺》是阿基多對他先前作品（尤其是他對謀殺婦女的描繪）所受批評的直接反應。
在阿基多於1977年的《阴风阵阵》和1980年的《凶屋猛鬼》嘗試純粹的超自然恐怖之後，《迷離大兇殺》代表了這位影人回歸到他在1970年代帮助流行起来的鉛黃亞類型。阿基多受到一系列事件的啟發，如一位痴迷的粉絲打電話給他，批評他之前的作品對心理造成的破壞性影響。這通電話最終升級到對阿基多的死亡威脅，阿基多將這段經歷融入了《迷離大兇殺》的创作中。阿基多也想探討他1980年在洛杉磯時所見所聞的毫无意义的殺戮，以及他當時的感受：真正的恐怖來自於那些想要「無緣無故地殺人」的人。
《迷離大兇殺》在羅馬和Elios Studios拍攝，大部分採用了現代風格的場地和佈景，使阿基多得以实现他的构想，即電影反映的是人口減少的不久的將來；阿基多沒有拍攝通常以羅馬為背景的電影中出現的歷史地標。阿基多聘請盧西亞諾·都沃里擔任攝影指導，希望影片能模擬當時電視警察節目中鮮明、真實的燈光；美術指導朱塞佩·巴桑創造了一個冷峻、簡樸，帶有锐利的角度和現代主義空間的配套環境。義大利搖滾樂團哥布林樂隊的幾位已離開的成員為《迷離大兇殺》提供了音樂，是一首受搖滾和迪斯可音樂啟發的合成器重型配乐。
《迷離大兇殺》在義大利取得了一定的成功。阿基多剪掉了其中最暴力的場景之一後，這部影片在上映時幾乎沒有引起任何爭議。然而，在英國，它本片被列入了臭名昭著的“video nasty”名單，並被禁止銷售，直到1999年才解除。這部電影在美國的院線發行被推遲到1984年，當時以大量刪減的版本發行，片名為《Unsane》（不理智），受到的評價大多是負面的。原版發行後被重新評價，許多粉絲和評論家認為這是阿基多最好的電影之一。

## 剧情
美国暴力恐怖小说作家彼得·尼尔访问意大利，宣传他的新作《黑暗》。同行的还有文学经纪人布尔默和助手安妮。尼尔并不知道，他怨憤的前未婚妻简也跟随他来到了罗马。就在尼尔抵达罗马之前，一名年轻的女扒手埃尔莎被一名看不见的袭击者用剃刀杀害。凶手给尼尔递了一封信，告诉他他的书激发了自己疯狂杀人的欲望。尼尔很快就与警方取得了联系，他们是杰尔马尼侦探和搭档阿尔铁里督察。
更多的杀戮发生了：女同性恋记者蒂尔德和情人玛丽昂在家中被杀；尼尔房东的小女儿玛丽亚在发现凶手的巢穴后被斧头砍死。尼尔注意到电视记者克里斯蒂亚诺·贝尔蒂对他的工作有着异常浓厚的兴趣。当晚，尼尔和意大利助手詹尼去监视贝尔蒂家。詹尼为了获得更好的视角，独自一人靠近房子，目睹了贝尔蒂被斧头砍死的过程。然而，詹尼无法看清凶手的脸，他回到尼尔身边，却发现尼尔已被击昏在草坪上。
杰尔马尼发现贝尔蒂痴迷于尼尔的小说，并相信贝尔蒂既然已死杀戮便会停止。然而，与简有染的布尔默在广场上等她时被刺身亡。詹尼一直在想，他忽视了在贝尔蒂家看到的某个事物的重要性。他回到家里，突然想起自己曾听到贝尔蒂向袭击他的人忏悔：“我把她们都杀了，我把她们都杀了！”詹尼还没来得及和别人分享这个细节，就被人从汽车后座上勒死了。
简拿着手枪坐在厨房的餐桌前，一个人影从她家的窗户跃入，砍掉了她的一只胳膊。伤口的鲜血喷洒在厨房的墙壁上，然后简倒在了地上。凶手继续向她砍去，直到她死去，此时发现尼尔才是凶手。尼尔得知贝尔蒂施虐杀人的细节后，恢复了之前被压抑的记忆，即青年时期他在羅德島州杀害了一个曾对他实施性羞辱的女孩。这段记忆折磨着尼尔，激起了他之前被压抑的嗜血欲望，使他变得疯狂。
阿尔铁里督察来到尼尔家，尼尔杀死了她。杰尔马尼和安妮很快赶到。尼爾被包圍，發現自己無法逃脫，便当着他们的面“割开”了自己的喉咙。杰尔马尼和安妮想打电话但电话坏了，于是到外面用汽车的无线电报告了这一事件。杰尔马尼回到家中，却被假死的尼尔杀害。尼尔在屋里等着安妮回来，但当她打开门时，不小心撞倒了一个金属雕塑，刺死了尼尔。惊恐万分的安妮站在雨中不已。

## 演员
- 安東尼·弗蘭西歐薩（英语：Anthony Franciosa） 饰 彼得·尼尔
- 約翰·薩克森 饰 布尔默
- 達里亞·尼古洛蒂（英语：Daria Nicolodi） 饰 安妮
- 裘林諾·傑馬 饰 杰尔马尼侦探
- 卡蘿拉·斯塔尼亞羅（義大利語：Carola Stagnaro） 饰 阿尔铁里侦探
- 约翰·斯坦勒 饰 克里斯蒂亚诺·贝尔蒂
- 薇洛妮卡·拉里奧（英语：Veronica Lario） 饰 简·麦克罗
- 蜜蕾拉·德安傑洛（英语：Mirella D'Angelo） 饰 蒂尔德
- 克里斯蒂安·鮑榮茂（英语：Christian Borromeo） 饰 詹尼
- 安雅·佩羅尼（英语：Ania Pieroni） 饰 埃尔莎·曼尼
- 拉臘·溫德爾（英语：Lara Wendel） 饰 玛丽亚·阿尔博雷托
- 米瑞拉·班蒂（義大利語：Mirella Banti） 饰 玛丽昂
- 艾娃·羅賓斯（英语：Eva Robin's） 饰 海灘上的女孩
- 恩尼奧·吉羅拉米（英语：Ennio Girolami） 饰 百貨商店經理
- 馬里諾·馬塞（英语：Marino Masé） 饰 约翰
- 弗爾維奧·明戈齊（英语：Fulvio Mingozzi） 饰 阿尔博雷托先生
- 蘭伯托·巴伐（英语：Lamberto Bava） 饰 電梯修理工（演員表未列出）[7]

- 米蓋勒·索阿維（英语：Michele Soavi） 饰 閃回中的男子（演員表未列出）[7]